# Climax Springs
Climax Springs – wieś w Stanach Zjednoczonych, w stanie Missouri, w hrabstwie Camden.